# Веселинівка (Шепетівський район)
Весели́нівка, колишнє Тат́арщина — село в Україні, у Берездівській сільській громаді Шепетівського району Хмельницької області. Населення становить 35 осіб. Рішенням Берездівської сільської ради від 28 грудня 2015 року № 19 четвертого скликання село Веселинівка приєднано до Берездівської об'єднаної територіальної громади.

## Географія
Веселинівка є крайньою північною точкою Шепетівського району і Хмельницької області. Межує з землями сіл Богданівка, Забара, Жадківка Корецького району, Рівненської області. Розташоване на правому березі річки Корчик.

## Історія
У 1906 році село Татарщина Корецької волості Новоград-Волинського повіту Волинської губернії. Відстань від повітового міста 32 верст, від волості приблизно 5. Дворів 32, мешканців 376.
7 (20) листопада 1917 року, відповідно до Третього Універсалу Української Центральної Ради, увійшло до складу Української Народної Республіки.
12 червня 2020 року, відповідно до розпорядження Кабінету Міністрів України № 727-р «Про визначення адміністративних центрів та затвердження територій територіальних громад Хмельницької області», увійшло до складу Берездівської сільської громади.
19 липня 2020 року, в результаті адміністративно-територіальної реформи та ліквідації Славутського району, село увійшло до складу Шепетівського району.

## Населення
Згідно з переписом УРСР 1989 року чисельність наявного населення села становила 92 особи, з яких 40 чоловіків та 52 жінки.
За переписом населення України 2001 року в селі мешкала 71 особа. 100 % населення вказало своєю рідною мовою українську мову.
Станом на 1 січня 2011 року в селі проживало 50 осіб, у тому числі дітей дошкільного віку — 2, шкільного віку — 8, громадян пенсійного віку — 31, працюючих громадян — 6.
Станом на 1 січня 2021 року у селі проживає 35 осіб

## Символіка
Затверджена 23 грудня 2016 р. рішенням № 15 XVII сесії сільської ради VII скликання.

### Герб
У синьому щиті в центрі золота восьмипроменева зірка, супроводжувана вгорі і внизу шістьма меншими срібними, верхні три в балку, нижні — дві і одна. Щит вписаний в золотий декоративний картуш і увінчаний золотою сільською короною. Внизу картуша напис «ВЕСЕЛИНІВКА» і дата «1592».
Золота зірка серед срібних — символ Полярної зорі, що завжди вказує на північ, оскільки Веселинівка — крайня північна точка області. Корона означає статус поселення.

### Прапор
В центрі квадратного синього полотнища жовта восьмипроменева зірка, вгорі і внизу по три білі менші шестипроменеві зірки в ряд.